# Szpital św. Wincentego à Paulo we Lwowie
Szpital Świętego Wincentego à Paulo – dawny szpital i klasztor rzymskokatolicki przy ulicy Krywonosa 1a (dawniej Teatyńska) we Lwowie.
Szpital i klasztor zostały założone przez siostry Szarytki na południowych stokach Wysokiego Zamku w 1714, w skład kompleksu wchodziła również mała kaplica i pracownia farmaceutyczna, gdzie przygotowywano lekarstwa. Zespół budynków był wielokrotnie rozbudowywany, w 1783 włączono do niego znajdujące się w sąsiedztwie zabudowania zlikwidowanego w ramach reform józefińskich kościoła św. Kazimierza i klasztoru Sióstr Miłosierdzia. W części dawnego klasztoru umieszczono sierociniec, którego patronem był św. Kazimierz, w 1850 przebywało tam sześćdziesiąt sierot. W 1857 powstał zaprojektowany przez Wincentego Rawskiego (starszego) budynek gospodarczy, trzy lata później powstały stajnia, wozownia i budynek dla służby, autorem ich projektu był Józef From. W 1867 Edmund Kegler zaprojektował zmianę układu wnętrz, a trzy lata później zrealizowano zaprojektowaną przez Wincentego Rawskiego przebudowę budynku gospodarczego na oficyny mieszkalne. W 1879 Alfred Kamienobrodzki zaprojektował i przeprowadził przebudowę budynku głównego szpitala oraz dobudowę drugiego piętra, cztery lata później Ignacy Muller był realizatorem doprowadzenia do budynków wody i kanalizacji. Podczas dokonanego w latach 1889-1890 remontu fasady umieszczono na niej figurę patrona szpitala dłuta Antoniego Popiela. W 1911 powstał dwukondygnacyjny przytułek dla ubogich, autorami projektu byli Adam Opolski i Ignacy Kędzierski. W 1945 siostry zakonne zostały zmuszone do opuszczenia zabudowań, a ostatecznie do wyjazdu do Polski. Pomieszczenia klasztorne zajął żeński zakład karny dla nieletnich, a szpital przekazano na potrzeby Szkoły Milicyjnej (obecnie Lwowski Uniwersytet Spraw Wewnętrznych). W 1980 cały kompleks zabudowań został przekazany pod administrację Ministerstwa Spraw Wewnętrznych USRR i był użytkowany przez Uniwersytet Spraw Wewnętrznych.